# Karel Hausenblas
Karel Hausenblas (16. listopadu 1923 Benešov – 5. července 2003 Volyně) byl český jazykovědec, bohemista, profesor českého jazyka na Filozofické fakultě Univerzity Karlovy. Zabýval se stylistikou.

## Publikace
- Theoretické základy jazykové péče v tradici české linguistiky, 1952
- Vývoj předmětového genitivu v češtině, 1958
- Výstavba promluvy a styl, 1969
- Výstavba jazykových projevů a styl, 1971
- Práce s textem ve stylistice, 1987
- Od tvaru k smyslu textu – stylistické reflexe a interpretace, 1996, uspořádali Petr Mareš a Alena Macurová, ISBN 80-85899-14-0
- Miscellanea, 2003, ISBN 80-7308-055-9